# 禹东测
禹东测（韓語：우동측，1942年8月8日—），朝鮮民主主義人民共和国軍人、政治家。朝鮮人民軍大将。

## 履历
1942年出生于平安南道平原郡，毕业于金日成大学。2009年4月当选朝鮮民主主義人民共和国国防委員会国防委員，晋升上将军衔。2010年4月晋升为大将军衔。9月当选第3届朝鲜劳动党中央軍事委員会委員。2011年12月金正日的告別儀式，他是七位扶靈高官之一。後担任国家安全保衛部第一副部长期间，与朝鮮人民軍总政治局第一副局長金正觉（当時）、朝鮮人民軍保衛司令官李明秀（当時）共同巩固金正恩体制，进行大規模肃清，被称为“死亡3人帮”。2012年4月13日举行的第12届最高人民会议第5次会议中，禹东测从国防委員会被除名，朝鲜人民军总政治局副局长金元弘大将任国家安全保卫部部长，其第一副部长职务被架空，之后便逐渐淡出公众视野，去向不明。